# 朝も早よから芦沢誠です・桂紗綾です
『～気になる話題をモーニングサービス!!～朝も早よから○○です』（きになるわだいをモーニングサービス!! あさもはよから○○です）は、朝日放送ラジオ（ABCラジオ）で2016年9月26日から放送中の生ワイド番組シリーズ。基本として毎週月曜日 - 金曜日の5:00 - 6:30（JST）に放送していて、番組タイトルの「○○」には、レギュラーでパーソナリティを務める人物の氏名を代々入れている。
2018年12月31日までは、朝日放送（ABC：現在の朝日放送グループホールディングス）の元アナウンサー・中原秀一郎の冠番組として、『～気になる話題をモーニングサービス!!～ 朝も早よから 中原秀一郎です』（きになるわだいをモーニングサービス!! あさもはよから なかはらひでいちろうです）というタイトルで放送。中原は当時朝日放送テレビ（ABCテレビ）のシニアスタッフ（嘱託契約社員）で、翌2019年1月31日付で嘱託契約期間を完全に満了することが決まっていたため、当番組を2018年の最終放送（12月31日＝月曜日）で降板した。
2019年最初のレギュラー放送（1月2日水曜日）からは、芦沢誠が月 - 木曜日、桂紗綾（いずれもABCテレビアナウンサー）が金曜日のパーソナリティを務めるとともに、番組タイトルも『～気になる話題をモーニングサービス!!～朝も早よから芦沢誠です・桂紗綾です』（きになるわだいをモーニングサービス!! あさもはよからあしざわまことです・かつらさあやです）に変更。その一方で、2019年4月1日（月曜日）から2021年9月24日（金曜日）までは、全曜日の放送時間を4:50 - 6:30（JST）に設定していた。なお、『朝も早よから　桂紗綾です』は2024年9月27日放送分で終了している。
2024年9月30日（月曜日）からは、『朝も早よから　芦沢誠です』の放送曜日を月 - 水曜日に変更。木・金曜日は、柴田博（ABCテレビアナウンサー）をパーソナリティへ起用したことに伴って、同年10月3日（木曜日）から『～気になる話題をモーニングサービス!!～朝も早よから　柴田博です』（きになるわだいをモーニングサービス!! あさもはよからしばたひろしです）というタイトルを使用している。

## 概要
1968年8月から48年2ヵ月にわたって放送した『おはようパートナー』シリーズから放送枠を引き継ぐ一方で、リスナーが日常生活で使えそうな「お得感満載の情報」を、モーニングサービスのように提供する番組へ刷新。専門家への独占インタビューや、放送中の電話による解説などを織り交ぜながら、「朝に必要な情報」「世の中の動き」「気になる話題」が、聴くだけで自然に手に入る番組を目指すという。
実際には、パーソナリティ1人で生放送を進行。番組内の『ABCニュース』『ABC天気予報』『ABC交通情報』も担当するほか、放送当日のニュースから特に重要と思われる項目については、オープニング後（5時台前半）・5:30前後・エンディング前に繰り返し伝えている。その一方で、前番組の『慶元まさ美のおはようパートナー』に続いて、「JFマリンバンク海の天気予報」（本編を朝日放送→朝日放送ラジオで制作するNRN企画ネット番組）を5:30頃、『ダイワハウス・モーニングエッセイ 川井郁子ハートストリングス』（ニッポン放送制作の箱番組）を6時台に内包していた。
初代パーソナリティの中原は、2018年12月31日（月曜日）放送分で降板。2019年1月1日（火曜日・元日）からは、月 - 木曜日に芦沢誠、金曜日に桂紗綾（いずれも朝日放送テレビアナウンサー）をパーソナリティに起用した。これを機に、番組タイトルを『朝も早よから 芦沢誠です』（あさもはよから　あしざわまことです）および『朝も早よから 桂紗綾です』（あさもはよから　かつらさあやです）に変更。公式サイト、Facebook上の公式アカウント、メールアドレスも変更したが、上記のコーナー構成や「気になる話題をモーニングサービス!!」というサブタイトルなどを、『 - 中原秀一郎です』時代からほぼ踏襲している。
2019年4月1日からは、『朝も早よから 芦沢誠です』『朝も早よから 桂紗綾です』とも、放送時間を4:50 - 6:30に拡大。「radiko」のタイムフリー聴取サービスでは、この改編を機に、放送と同時に収録した1回分の音源を2つに分割。オープニングパート（10分＝4:50 - 5:00）と本編（1時間半＝5:00 - 6:30）の音源を、放送当日の6:30から1週間限定で配信していた。2021年9月27日に放送開始時間を全曜日共通で5:00に戻してからは、1時間半分の音源を丸ごと配信していたが、2023年5月8日（いずれも月曜日）以降の放送分では5時台（5:00 - 6:00）の音源と6時台（6:00 - 6:30）の音源を別々に配信。
朝日放送ラジオ（ABC）と同じ近畿広域圏の民放AM・ワイドFM兼営局では、『 - 中原秀一郎です』が始まった時点で、ラジオ大阪（OBC）やMBSラジオ（当時の社名は毎日放送）も平日の午前5時台で生放送による自社制作の関西ローカル番組をレギュラーで編成していた。もっとも、OBCは2019年3月29日、MBSは2021年10月1日（いずれも金曜日）で上記番組の制作から撤退。2021年10月4日（月曜日）以降は、近畿広域圏の民放AM・ワイドFM兼営局において、ABCだけが平日の午前5時台で自社制作による関西ローカル向けの生放送を『 - 芦沢誠です』『- 桂紗綾です』で続けている。
1995年に阪神・淡路大震災が発災した1月17日が平日と重なる場合には、『 - 中原秀一郎』としての開始当初から、朝日放送テレビ神戸支局の記者による「阪神・淡路大震災　1．17のつどい」会場（神戸市の東遊園地）からの電話リポートを発災時刻（5時46分）の前後に挿入。その場合には5時台のレギュラーコーナーの時間帯を調整しているほか、「1．17のつどい」の参加者が1分間の黙祷に入る5時46分には、放送事故を回避すべく朝日放送ラジオのスタジオから当番組のパーソナリティがコメントをはさんでいる。2021年まではMBSラジオでも毎日放送のアナウンサーによる東遊園地からの電話リポートを（当時平日にレギュラーで編成していた）5時台の生ワイド番組内で放送していたが、MBSラジオが同年の10月から発災時刻の前後に生放送番組を編成していないのに対して、当番組では2022年以降もリポートの生放送を続けている。なお、「海の天気予報」は2019年3月29日で企画ごと終了。『ハートストリングス』も2021年3月26日（いずれも金曜日）放送分で番組ごと終了したため、翌週（29日）以降は、『 - 芦沢誠です』『- 桂紗綾です』とも全編を朝日放送ラジオとグループ会社で制作している。
朝日放送（ラジオ）では、『 - 中原秀一郎』時代の初回から2022年9月23日（金曜日・秋分の日）の『 - 桂紗綾です』まで、当番組の放送終了時間を6時28分59秒に設定。1分間のスポットCMをはさんで、後枠番組の『おはようパーソナリティ』（同年3月25日までは『おはようパーソナリティ道上洋三です』→ 3月28日以降は月 - 木曜分を『おはようパーソナリティ小縣裕介です』／金曜分を『おはようパーソナリティ古川昌希です』として編成している生ワイド番組）シリーズにつないでいた。2022年の10月改編で上記のスポットCM枠を撤廃したことに伴って、同年9月26日（月曜日）の『- 芦沢誠です』から、当番組の放送時間を改編前より1分延長。月 - 木曜日には『 - 芦沢誠です』・金曜日には『 - 桂紗綾です』を6時29分59秒まで放送してから、CMを挟まずに『おはようパーソナリティ』シリーズへ直結するようになった。さらに、『 - 芦沢誠です』では2023年5月1日（月曜日）から、本番の直後にスタジオ動画のライブ配信を朝日放送ラジオのYouTube公式チャンネル（#外部リンクを参照）で10分程度実施している。
その一方で、2024年3月18日からは、「ティモンディの人生キャッチボール」（ティモンディの高岸宏行と前田裕太が進行役を務める箱番組）を毎週月曜日の『 - 芦沢誠』内（6:05頃から10分間）に組み込んでいる。「人生キャッチボール」はアムジェン日本法人の単独提供による朝日放送ラジオ制作の健康情報番組で、前述した本編のコーナーや派生コンテンツとは別に、放送済みの音源をYouTube・Podcast・Spotifyで配信している。もっとも、ティモンディは基本として本編の生放送に出演していない。
なお、『 - 桂紗綾です』は2024年9月27日で終了。翌週（9月30日）からは、『 - 芦沢誠です』の放送曜日を月 - 水曜日に変更した。木曜日・金曜日では、柴田博（芦沢の後輩・桂紗綾の先輩アナウンサー）をパーソナリティへ起用したことに伴って、『朝も早よから　柴田博です』（あさもはよから　しばたひろしです）に改題。『 - 柴田博です』でも、本番の直後にYouTubeでスタジオ動画のライブ配信を実施している。

## 出演者

### 現在（2024年10月以降）のパーソナリティ
いずれも朝日放送テレビアナウンサーで、パーソナリティへの起用を機に、後枠番組の『おはようパーソナリティ』シリーズ（2022年3月25日までは全曜日を通じて『おはようパーソナリティ道上洋三です』→3月28日以降は月 - 木曜日『おはようパーソナリティ小縣裕介です』／金曜日『おはようパーソナリティ古川昌希です』）内のニュースキャスターも兼務。パーソナリティ担当日の未明に出勤しているため、当番組の打ち合わせ・本番が始まるまでは、宿直勤務に準ずる扱いでラジオのニュース速報要員として待機している（桂紗綾のパーソナリティ担当期間中や後述するパーソナリティ代理担当のアナウンサーも同様）。
- 芦沢誠
  - 月 - 木曜日担当：2019年1月2日 - 2024年9月26日
  - 月 - 水曜日担当：2024年9月30日 -  
    - 朝日放送アナウンサー時代にラジオの生ワイド番組で21年3ヶ月にわたってパーソナリティを務めた後に、2013年10月から報道局ニュースセンターへ異動。2018年4月1日の朝日放送テレビ発足を機に、同社へ転籍するとともに、アナウンサーとしての活動を再開した。
    - 『 - 中原秀一郎です』時代にも、中原が夏季休暇を取得していた2018年9月17日（月曜日） - 19日（水曜日）にパーソナリティ代理を担当。中原の降板を機に、『芦沢誠のGO!GO!サタデー』の終了（2012年12月29日）以来7年振り、平日の帯では『元気イチバン!!芦沢誠です』の終了（2010年4月2日）以来8年10ヶ月振りに、朝日放送ラジオ（報道局異動前は朝日放送）制作のワイド番組でレギュラーパーソナリティを務めている。
    - 金曜日には基本として当番組に出演しないが、朝日放送ラジオで午後 - 夕方帯の『ABCニュース』を随時担当。桂が当番組の金曜分を休演する週のみ、『朝も早よから　桂紗綾です』というタイトルのまま、パーソナリティ代理として金曜日にも出演する。
    - 2022年の誕生日（11月10日）で60歳に達したことから、朝日放送グループの内規に沿って2023年3月31日付で朝日放送テレビの正社員定年を伊藤史隆（1985年入社）と揃って迎えたが、翌4月1日以降も伊藤と揃って「シニアスタッフ」（嘱託扱いのアナウンサー）として在籍。このような事情から、月 - 木曜日の早朝には、2023年4月3日（月曜日）も当番組のパーソナリティと『おはようパーソナリティ小縣裕介です』のニュースキャスターを続けている。同年5月1日（いずれも月曜日）以降は、当番組の本番後に「朝も早よからYouTubeです」（YouTube限定のライブ配信）向けの動画へ登場してから『 - 小縣裕介です』内の「ABCニュース」（7・8時台）を担当。同年8月23日（水曜日）には、三代澤康司（朝日放送出身のフリーアナウンサー）によるインフルエンザへの感染を受けて、『ドッキリ!ハッキリ!三代澤康司です』（月 - 木曜日9 - 11時台の生ワイド番組）のパーソナリティを当番組→「ABCニュース」の担当後に代行した。
    - 朝日放送ラジオでは、2023年8月15日（月曜日）の午前中に、『 - 芦沢誠です』と「サマースペシャル」（第105回全国高等学校野球選手権記念大会の雨傘番組として9時から11時45分までに生放送）のパーソナリティを単独で任されていた。関西地方に対する令和5年台風第7号の接近が予想されたことに伴って15日予定分の試合を順延することが前日（8月14日）に決まったことを受けての措置で、当該時間帯の「サマースペシャル」は『 - 芦沢誠です』のフォーマットに沿って編成された。
- 柴田博（木・金曜日担当：2024年10月3日 -  ）[3]
  - 朝日放送グループでは、テレビ・ラジオとも、平日早朝の生放送番組を担当する機会が多い。テレビでは、『おはよう朝日です』（当番組と同じ時間帯に編成されている関西ローカル向けの情報番組）で、宮根誠司（朝日放送アナウンサー→フリーアナウンサー）が司会を務めていた時期の金曜日を中心に長らくレギュラー出演。かつての前枠番組であった『おはようコールABC』でも、スポーツキャスターを一時務めていた。ラジオでは、当番組や『おはようパーソナリティ』シリーズでパーソナリティを何度も代行しているが、レギュラーで任されることは2024年10月以降の当番組が初めてである。

2019年4月4日（木曜日）放送分の『おはようパーソナリティ』では、当番組出演後の芦沢がニュースキャスターを務めたことに加えて、当時金曜分のパーソナリティだった桂紗綾が本編のスタジオ進行を担当した。パーソナリティの道上洋三・アシスタントの野村朋未（いずれも当時）が、堂島川を曳航する船上からの生中継へ出演したことによる。

### 過去のパーソナリティ
- 中原秀一郎（出演の時点では朝日放送テレビのシニアスタッフで、元・朝日放送アナウンサー、2016年9月26日 - 2018年12月31日）
  - 「秀さん」という愛称で知られたアナウンサー時代には、ABCラジオで『ABCヤングリクエスト』『中原秀一郎のラジオToday』などのパーソナリティを担当。人事異動でアナウンス職を退いた2002年以降も、『Club JONR』の週替わりパーソナリティや、『おっちゃんラジオ』（2011年度のナイターオフ番組）の水曜パーソナリティを務めてきた。
  - 2014年3月31日に朝日放送を定年で退職したが、退職を機に、同局との間で5年間の嘱託契約を締結。当番組が退職後初めてのレギュラー番組であった。平日の帯ワイド番組でパーソナリティを本格的に担当するのは、『ラジオToday』の終了（2001年9月）以来15年振り。当番組への出演期間中も、一部のコーナーには、タイトルに「秀さん」の名を冠していた。
  - 大のコーヒー好きで、当番組のスタジオには、愛用のコーヒーカップを持参。後述する「早よからニュース」の放送中には、リスナーに断りを入れたうえで、新聞記事や原稿を読む合間にコーヒーブレイクを取ることもあった。このような嗜好にちなんで、投稿したメッセージが中原に紹介されたリスナーには、「朝も早よから ほろにがコーヒー」（番組オリジナルのコーヒーバッグ）をプレゼント[10]。パーソナリティが芦沢・桂に代わってからも、「朝も早よから ほろにがコーヒー」のプレゼントを2019年7月31日（水曜日）まで続けたほか、交代当初は放送中のコーヒーブレイクも引き継いでいた。
  - 2019年1月31日付で嘱託契約期間を満了することを前に、2018年の最終放送で当番組のパーソナリティを勇退。ABCラジオでは、『中之島ミュージック写真館』（毎週土曜日17:00 - 17:55）のパーソナリティを藤崎健一郎（朝日放送テレビアナウンサー）から引き継いだうえで、2019年1月5日から『中原秀一郎のミュージック写真館』として再スタートを切った[11]。もっとも、『ミュージック写真館』が2020年9月26日放送分で終了したことを機に、放送の第一線から離れている。
- 桂紗綾（朝日放送テレビアナウンサー、金曜日担当：2019年1月4日 - 2024年9月27日）
  - 朝日放送アナウンサー時代の2009年3月18日から2015年9月25日までは、『おはようコールABC』（当番組と同じ時間帯に朝日放送→朝日放送テレビで2020年10月1日まで生放送）のキャスターを担当。ラジオ番組では、2017年4月2日から2019年3月24日まで、『ラジオ演芸もん』（事前収録で日曜日の午前5時台に放送された演芸番組）のパーソナリティも務めた。
  - 『朝も早よから　桂紗綾です』の担当期間中は、『ラジオ演芸もん』を「金曜演芸もん」というコーナーで事実上継続。また、視覚の面で障害を抱えるリスナーからのメッセージを積極的に取り上げる一方で、そのようなリスナーに向けたメッセージも盛んに送っていた。
  - 『朝も早よから　桂紗綾です』への出演日には、『おはようパーソナリティ』シリーズ（『 - 道上洋三です』の金曜分→『 - 古川昌希です』）のニュースキャスターを兼務していたが、『 -　桂紗綾です』の終了を機に『 - 古川昌希です』内のニュースキャスターも退いている。

| 期間      | 期間       | 月 - 水曜日 | 木曜日     | 金曜日     |
| --------- | ---------- | ----------- | ---------- | ---------- |
| 2016.9.26 | 2018.12.31 | 中原秀一郎  | 中原秀一郎 | 中原秀一郎 |
| 2019.1.2  | 2024.9.27  | 芦沢誠      | 芦沢誠     | 桂紗綾     |
| 2024.9.30 | 現在       | 芦沢誠      | 柴田博     | 柴田博     |

### コーナーレギュラー
- ティモンディ（高岸宏行・前田裕太、2024年3月18日 - ）
  - 基本として、『 - 芦沢誠です』内で毎週月曜日の6時台に編成されている「ティモンディの人生キャッチボール」にのみ出演[9]。
    - 「ABCラジオ　交流戦ウィーク2024」期間中（2024年6月第2週）の『 - 芦沢誠です』では、「人生キャッチボール」とは別に収録された芦沢との対談音源が11日（火曜日） - 13日（木曜日）の6時台に流された関係で、放送上10日の「人生キャッチボール」から4日連続で同じ時間帯に出演していた。

## タイムテーブル（2024年9月30日以降）
以下の「　」内に記した名称はコーナー名で、公式サイトに掲載されているタイムテーブルに準拠。
番組開始当初から、コーナーのBGMにジャズのインストゥルメンタルを多用。生放送番組であるため、放送日によっては、放送時間に若干の変動が生じる場合がある。
◎：『慶元まさ美のおはようパートナー』から継続

5時台
- 5:00  オープニング
  - 2019年4月1日（月曜日）から2021年9月27日（月曜日）までは、4:50から放送していた。
- 5:03頃　「早よからニュース　これイチバン!」
  - 早朝のリスナーに欠かせないと思われるニュースや話題から、放送当日の最も大きなニュースのポイントを、分かりやすく紹介する。2019年4月改編で放送枠を拡大するまでは5:05頃、4:50から放送を始めていた時期（前述）には5時の時報明けに編成していた。
  - ニュースソースは、「朝日新聞」「毎日新聞」「読売新聞」「産経新聞」（いずれも大阪本社発行の朝刊最終版）に掲載の記事および、朝日放送が契約している時事通信社からの配信記事。全国紙の休刊日に放送する場合には、時事通信社からの配信記事を主に取り上げる。
- 5:10頃　「早よからスポーツ」
  - 『 - 中原秀一郎です』の開始当初は、放送当日のスポーツ・芸能関連の話題を1件ずつ紹介。以降は、関西地方で発行されているスポーツ紙（「日刊スポーツ」「スポーツニッポン」「デイリースポーツ」「サンケイスポーツ」「スポーツ報知」＝いずれも大阪本社発行の最終版）から、1面を中心にスポーツ・芸能関連の記事を取り上げている。放送枠を拡大するまでは、5:19頃に放送。
- 5:25頃　「朝も早よから　ラジオショッピング」
  - 2019年6月3日（月曜日）放送分から新設されたコーナーで、ジャパネットたかたのMC社員が商品を紹介。事前収録ながら、朝日放送ラジオが平日（5:00を起点）にレギュラーで編成するラジオショピング関連のコーナー・番組としては、最も早い時間に放送される。
- 5:30頃　ABC天気予報◎
  - 『 - 中原秀一郎です』時代には、途中から聴取しているリスナーに向けて、中原が改めて挨拶と自己紹介。その後で、当日の近畿地方の天気予報を伝えていた。
  - 2019年3月29日（金曜日）までは、『 - おはようパートナー』に続いて、JFマリンバンク海の天気予報（NRN企画ネット番組）を全国のネット局で最も早い時間帯（5:32頃）に放送。当番組では、パーソナリティが近畿地方の気象概況、大阪の月齢、当日に大阪湾で予想される波の高さ・風速および干潮・満潮時刻を伝えた。「海の天気予報」が同日放送分で全国一斉に終了したため、同年4月1日以降は、「早よからニュース　赤ペンチェック!」（後述）の放送時間を繰り上げている。
- 5:32頃　「早よからニュース　赤ペンチェック!」
  - 放送上のコーナータイトルには、出演するパーソナリティに応じて、パーソナリティのニックネームを入れている。放送枠を拡大するまでは、5:35頃から放送されていた。
    - 中原：「早よからニュース　秀さんの赤ペンチェック!」
    - 芦沢：「早よからニュース　アッシーの赤ペンチェック!」
    - 桂：「早よからニュース　さあや（紗綾）の赤ペンチェック!」
    - 柴田：「早よからニュース　ピロシ（博）の赤ペンチェック!」

  - 当日発行の朝刊などから主な記事を紹介したうえで、パーソナリティが、特に気になった記事の話題へ踏み込む。後者の記事については、コーナータイトルの通りに、パーソナリティがあらかじめ赤色のペンで書き込みや線を入れているという。
- 5:42頃　「今朝のおめざめソング」
  - 『 - 中原秀一郎です』時代には、中原の好きな楽曲を流すコーナーとして、月 - 金曜日のこの時間帯に放送。パーソナリティが芦沢・桂に代わってからの3ヶ月間は、5:15に当コーナー、この時間帯に「今朝のもう一曲」を編成していた。2019年4月改編から、月 - 木曜日限定でこの時間帯に復活。『 - 桂紗綾です』の終了と『 - 柴田博です』の開始を機に、金曜日にも再び放送されている。
  - 『 - 桂紗綾です』が編成されていた2024年9月までの金曜日には、「金曜演芸もん」をこの時間帯に放送していた。
    - 「金曜演芸もん」は、2019年3月24日に放送を終了した『ラジオ演芸もん』の流れを汲むコーナーで、同年4月5日から放送。2018年からアマチュアの落語家としても活動している桂が、落語の稽古で覚えた有名な演目のあらすじや、自身が経験・鑑賞した高座のこぼれ話を披露していた。スタジオにゲストを呼ぶ場合には、事前収録で対応することがあった。
    - ABCラジオがYouTube上に開設している『朝も早よから　桂紗綾です』の公式チャンネルでは、当コーナーの放送と同時（または放送前）に収録したスタジオ動画を、本番の終了後から配信（#外部リンクを参照）。2019年10月からは、自身の希望で、「桂紗綾といく落語ツアー」（リスナーを関西地方の寄席の定席へ案内するツアー）を随時開催していた。
- 5:47頃　「脳にビタミン!　もしもしコラム」
  - 「知れば周りに思わず自慢したくなる、差をつけることができる!」というコンセプトで、日替わりのテーマに見合った専門家・経験者と電話をつなぎながら、リスナーの生活の役に立ちそうな情報やノウハウを紹介する。
  - 日替わりテーマと、電話への出演者は以下の通り。中原→芦沢／桂→芦沢／柴田が生放送へ出演しないことがあらかじめ決まっている場合には、このコーナーを放送の前日までに収録している。
    - 月曜日：「健康」田井中幸司（滋賀県出身のスポーツ健康科学博士・千葉科学大学教授）
    - 火曜日：「節約」小松美和（「月給13万円でも1000万円貯まる節約生活」という著書がある福岡県在住の「節約研究家」）　
    - 水曜日：週替わりのテーマに応じて専門家が出演
    - 木曜日：「片付け&開運インテリア」河島あみる[12]（2017年9月28日まで）→　「掃除&片づけ術」山崎由香（掃除収納マイスター1級保持者、2017年10月2日から）
    - 金曜日：「お出かけ情報」松田千明（京阪神エルマガジン社が運営する「Lmaga.jp」の編集者・記者）

  - 『 - 中原秀一郎です』時代には5:23頃に放送。5:42頃に「今朝のおめざめソング」、5:49頃に「今日コレ!」（「旬」の話題を取り上げるコーナー）を入れていた。
- 5:57頃　「お便り紹介」
  - 『 - 中原秀一郎です』時代のタイトルは、「ほっと一息　バリスタ秀さん」。中原がコーヒーを自前のカップで飲みながら、リスナーからのメッセージを紹介したり、リスナーへの週替わりプレゼントを告知したりしていた。
  - パーソナリティを芦沢・桂に交代した当初にも、「ほっと一息　バリスタアッシー」（月 - 木曜日）「ほっと一息　バリスタさあや」（金曜日）というタイトルで放送。ただし、2人ともコーヒーを飲んでいないため、後に上記のタイトルが外れた。

6時台
- 6:00　導入部
  - 6時になったことを知らせると共に、その日の近畿地方の天気を短信で伝える。2023年までは、主に芦沢の担当曜日では主要ニュースを1 - 2件紹介することもあったが、2024年以降はニュースは速報が入った場合に伝える程度となっており、他にリスナーからのメッセージを数点紹介している。
- 6:03頃　ABCニュース◎
  - ABCラジオで平日の最も早い時間に放送される定時ニュースで、パーソナリティが原稿を読む。2023年度分の放送分までは、秋・冬編成時のみ、フランスベッドがコーナースポンサーとなっていた。
- 6:05頃　
  - 月曜日：「ティモンディの人生キャッチボール」（2024年3月18日  - ）
    - 世間でまだ知られていない（または誤解されている）疾患への認知・共感を多くの人々に広げるべく、そのような疾患の当事者（患者や家族）を「ゲスト」に迎えたうえで、闘病にまつわる話をティモンディの高岸と前田が訊くコーナー。『 - 芦沢誠です』本編の生放送に先駆けて収録しているため、放送上は同じ「ゲスト」が複数の週にわたって登場するほか、「ゲスト」にとって「闘病の励みになっている」という楽曲も放送する[9]。

  - 火 - 金曜日：「6時のトピックス」
    - 放送当日に予定されているイベントや、リスナーの知的好奇心をくすぐりそうなトピックスを紹介する。2024年3月11日までは、月曜日にも放送されていた。
    - 『 - 中原秀一郎です』時代には、「今日のこれから」というタイトルで放送。「6時のトピックス」に改題してからは、ゲストを迎えたり、音楽などのカルチャーに関するトピックスも取り上げたりしている。
    - 芦沢・桂がパーソナリティーを務めるようになってからは、芦沢の担当曜日でリスナーからのメッセージの紹介に充てることが多い。2024年9月までの『 - 芦沢誠です』では、芦沢が毎月最終木曜日の当コーナーでASMR（咀嚼音）を発していた。芦沢がASMRを発する企画については、木曜分が『 - 柴田博です』に変更された同年10月から、水曜日の『 - 芦沢誠です』本番後にYouTube限定のライブ配信内で継続。
    - 『 - 中原秀一郎です』時代から2023年放送分までは、毎年7月上旬から全国高等学校野球選手権大会開幕前週（8月上旬）までの期間において、「夢をつかめ　全国高等学校野球選手権地方大会情報」（朝日新聞社と日本コカコーラの共同提供による期間限定コーナー。2022年 - 2024年は大栄環境グループ、2025年はわかさ生活がスポンサー）を放送。放送前日の地方大会から当日のパーソナリティが数試合の結果を伝えたり、地方大会で優勝した代表校を紹介したりしていた。2024年以降は、後述の「朝も早よからワタシの記念日」を休止した上で、時間を移して伝えている。
    - 毎月第3金曜日は、雑誌『歴史人』編集長とパーソナリティが、様々な歴史的事実・出来事等について対談を行っている。
    - ABCラジオが2021年6月から年に2回の聴取率調査週間に合わせて設定している「交流戦ウィーク」に際しては、同局で制作している他番組のレギュラー出演者や、同局制作の番組に長らく出演していたラジオパーソナリティへのインタビュー企画を編成。『 - 桂紗綾です』が金曜日に編成されていた2024年6月の調査週間までは、月 - 木曜分と金曜分で別々のゲストを迎えるとともに、月 - 木曜分については芦沢との対談、金曜分のみ桂との対談方式で収録した音源を放送していた。
      - 月 - 木曜分の対談については、1本の収録音源を編集で4本に分けることによって、「4日連続放送のシリーズ企画」として構成していた。
      - 金曜分の対談については、当番組のスタジオで動画と音源を収録。1本の収録音源を編集で2本に分けたうえで、「交流戦ウィーク」の前週から2週にわたって放送していたほか、スタジオ動画も2本に分割したうえで『朝も早よから　桂紗綾です』のYouTube公式チャンネル（前述）から各回の放送後に配信していた。なお、1回目の音源については、「交流戦ウィーク前哨戦」と称して6:15 - 6:25頃に放送。
- 6:12頃　 ABC天気予報◎
  - 近畿地方の気象概況を中心に伝える。『ハートストリングス』を内包していた時期には、6:10頃から放送していた。
  - 2020年3月25日までは、朝日放送グループと契約しているウエザーニュース所属の気象予報士（月 - 水曜日：弓納持仁美、木・金曜日：大生由美）がスタジオへ生出演。当時のパーソナリティであった芦沢・桂とのやり取りをはさみながら、天気予報を伝えていた。
- 6:15頃　 フリーゾーン（リスナーからのメッセージ紹介など）
  - 芦沢・桂をパーソナリティに起用してからは、ラジオショッピングと連動したインフォマーシャルを組み込むことが多くなっていた。2023年4月以降はインフォマーシャルが減っていて、桂→柴田がレギュラーでパーソナリティを務める金曜日を中心に、後述する「朝も早よからワタシの記念日」をこの時間帯から放送することもある。また、2024年以降は、老人福祉施設や保険会社、法律事務所のインフォマーシャルが多くなっている。
- 6:22頃　「朝も早よからワタシの記念日」（2020年10月5日から放送）
  - 自分や家族の誕生日、結婚記念日、「人生の節目」に当たる日といった「ワタシ（自分にとって）の記念日」をテーマに、リスナーからメッセージを募集。その一部を、当日のパーソナリティが紹介する。
- 6:25頃　 ABC交通情報◎
  - 日本道路交通情報センターの大阪事務所からではなく、当番組のスタジオから、鉄道・航空関連の情報と合わせて当日のパーソナリティが伝えている。鉄道関連については、通勤・通学列車の運行情報を重視しており、長距離列車や貨物列車の運行情報は概ねスルーしている。
- 6:27分頃　エンディング
  - プレゼントに当選したリスナーの氏名やラジオネームを、当日のパーソナリティが発表。中原がパーソナリティを務めていた時期には、スタジオから交通情報を伝えてから、エンディングトークをはさんで「この後は『おはようパーソナリティ道上洋三です』（または道上さん）へバトンタッチ!」という一言で番組を締めくくっていた。
  - 2022年10月の改編当初は、前日までのトップニュースを紹介することを想定していた。もっとも、ニュースについては、特に芦沢の担当曜日の月 - 木曜日は、速報が入った場合に伝える程度で、放送終了までの時間に余裕がある日には、リスナーからのメッセージや気象情報の紹介に充てることが多い。

過去のコーナー
- 「ダイワハウス・モーニングエッセイ 川井郁子ハートストリングス」◎
  - ニッポン放送制作のフロート番組で、番組開始当初から2021年3月26日（金曜日）まで、6:07頃から5分間放送された。
  - 単独でスポンサーに付いていたダイワハウス（朝日放送グループと同じく大阪市内に本社を置く「大和ハウス工業」）は、番組自体が同日で終了したことを受けて、朝日放送ラジオの早朝番組における提供枠を「ABC交通情報」（当番組内で放送する6時台前半分・『おはようパーソナリティ』シリーズの番組内で放送する7時台前半分）に移している。
- 「早よからニュース　まとめてチェック」
  - 番組開始から2020年10月2日までの6:22分頃に放送。最新のニュースや、リスナーの周りで話題になりそうな話題をまとめて紹介していた。もっとも、パーソナリティが中原だった時期には、スポーツ関連の話題にほぼ特化していた。2022年10月5日に「朝も早よから ワタシの記念日」が開始されたことに伴い休止。
    - 2020年3月16日（月曜日）から20日（金曜日）までは、新型コロナウイルスへの感染拡大の影響で日本国内の大半の中学校・高校が休校措置を講じていたことを背景に、中学生・高校生からのメッセージを紹介する企画を特別に編成。メッセージを寄せた学生の一部が、この時間帯に電話で出演していた。

### 備考
- 1月1日が平日の場合には、当番組と『おはようパーソナリティ道上洋三です』を休止したうえで、5:00から『新春スーパーワイド』（朝日放送 →　朝日放送ラジオの制作による長時間の特別番組）の第1部を生放送。通常は当番組で放送しているABCニュースと天気予報（いずれも5時台と6時台）・海の天気予報・交通情報を、第1部に内包させる。2021年までの『新春スーパーワイド』では、「川井郁子 ハートストリングス」も組み込んでいた。
  - 2019年には、1月1日（火曜日）を芦沢による事実上のパーソナリティ担当初日に設定。「2019年新春スーパーワイド第1部『新年早よから 芦沢誠です』」として、5:00 - 10:00に放送した。
  - 2024年には、1月1日（月曜日）の午前中に『新春スーパーワイド』が編成されたが、芦沢は中邨雄二・伊藤史隆（いずれも朝日放送テレビに「シニアスタッフ」として在籍しているアナウンサー）と共に「定年三銃士」と銘打って第2部（9:00 - 12:00に生放送の「われら!定年三銃士!!」）のパーソナリティを担当。その一方で、1月の第4週を朝日放送テレビの社内規定に沿った「リフレッシュ休暇」に充てることから、休暇中の21日（月曜日）・22日(火曜日）には福井治人、23日（水曜日）・24日には北條瑛祐（いずれも同社のスポーツアナウンサー）をパーソナリティ代理に立てた。
- 1月2日・3日が平日に当たる場合には、『おはようパーソナリティ道上洋三です』と同じく、ニュース・天気予報・交通情報以外のパートを事前に収録。当直勤務の朝日放送（2018年度から朝日放送テレビ）アナウンサーが、ABCニュース・5時台の天気予報・海の天気予報（2019年まで）・交通情報を担当する[13]。「早よからニュース」については、日替わりでテーマを設定。それ以外のパートでは、日替わりのテーマに沿った楽曲や、前年末にリスナーから募集した「おめざめソング」を放送している。
- 2018年に中原が夏季休暇へ入っていた期間（9月17日 - 21日）の放送では、中原のアナウンサー時代の部下であった芦沢が17日（月曜日） - 19日（水曜日）、柴田が20日（木曜日）・21日（金曜日）のパーソナリティ代理を担当した。
- 2019年に芦沢が夏季休暇を取得した期間（9月16日 - 19日）の放送では、朝日放送テレビアナウンサーの堀江政生が16日（月曜日・敬老の日）と17日（火曜日）、柴田が18日（水曜日）・19日（木曜日）のパーソナリティ代理を担当した。
- 2020年に芦沢が夏季扱いで休暇を取得した期間（11月16日 - 19日）の放送では、横山太一（朝日放送テレビアナウンサーで10月2日まで同局の『おはようコールABC』メインキャスター）が16日（月曜日）と17日（火曜日）に代演した一方で、本来は金曜日にのみパーソナリティを務める桂紗綾が18日（水曜日）と19日（木曜日）にも出演している。
- 2021年8月には、桂が同居中の家族（夫）から新型コロナウイルスに感染。発熱をきっかけにPCR検査を受診したところ、当番組への出演予定前々日（25日＝水曜日）に陽性反応が確認された。桂には確認の時点で発熱以外の症状が出ていない[14]が、自宅での静養期間中の金曜日（8月27日・9月3日放送分）には、芦沢が金曜日のパーソナリティを暫定的に兼務。前述した「金曜演芸もん」では、芦沢が桂に代わって上方落語の一節を披露している。
- ABCラジオの本来の放送対象地域は関西地方（近畿広域圏）であるが、日本国内の他の地方でも、遠距離受信や「radiko」エリアフリーサービスなどの手段で当番組をリアルタイムで聴取することは可能である。実際には、芦沢や、2024年9月以降の木・金曜日担当となった柴田の担当曜日では関西在住のリスナーからのメッセージをもっぱら紹介しているのに対して、2024年9月まで金曜日を担当していた桂の担当曜日では関西以外の地域のリスナーからのメッセージを取り上げることも多かった。
- 『 - 中原秀一郎です』の開始当初から、朝日放送ラジオ本社の第3スタジオを生放送で使用。2024年2月2日（金曜日）の『 - 桂紗綾です』からは、以下の事情を背景に、このスタジオを放送上「ジテシラProjectスタジオ」と称している。
  - 「ジテシラProject」とは、大阪府内における自転車保険への加入率・自転車乗車時のヘルメット着用率の向上を目的に、「大阪府自転車安全利用推進委員会」（朝日放送ラジオが大阪府・オージーケーカブト・au損害保険・あさひと共同で2024年2月1日に発足）が同日から2026年7月まで展開している啓発プロジェクト。プロジェクトの正式名称に「世界一長い」とされる458文字（539語）を費やしていることから、一般向けの啓発活動では、「自転車ルールの『知らんけど』を無くそう」というニュアンスを込めて「ジテシラProject」という略称を使用している[15]。
- 2024年に芦沢が夏季休暇を取得した期間（8月26日 - 29日）の放送では、堀江が26日（月曜日）と27日（火曜日）、東留伽（朝日放送テレビの正社員アナウンサー）が28日（水曜日）と29日（木曜日）のパーソナリティを代行している。
- 番組のコーナー間のジングルは、金曜日を桂が担当していた2024年9月27日までは、各曜日とも共通のものが使用されていたが、木・金曜日を柴田が担当するようになって以降は、木・金曜日は独自のジングルを用いるようになっている。